# Shum Yip Upperhills Tower 1
Der Shum Yip Upperhills Tower 1 (chinesisch 深业上城) ist mit 388 Metern der höchste Wolkenkratzer des Komplexes Shum Yip Upperhills, im chinesischen Shenzhen, bestehend aus 6 Hochhäusern. Das Gebäude verfügt über 80 Stockwerke die der Büronutzung unterliegen werden. Der Komplex wurde 2011 von Skidmore, Owings and Merrill entworfen. Der Bau begann 2014. Der mit 300 Meter minimal niedrigere Tower 2 wurde bereits 2017 fertiggestellt. Die Fertigstellung des Tower 1 erfolgte 2020. 4 weitere nicht ganz so hohe Türme sollen dem hinzugefügt werden. Der Shum Yip Upperhills Tower 1 ist das vierthöchste Gebäude in Shenzhen und das dreizehnthöchste Chinas.